# Arnold Rivas
Arnold Rivas Martínez, (n. 13 de enero de 1989; Guadalajara, México) es un futbolista mexicano que se desempeña en la posición de delantero. Actualmente es un jugador sin equipo. 
Formado en las inferiores del Tecos Fútbol Club. Su debut en Primera División fue en el año 2008 ante Club Santos Laguna, un partido que ganó Tecos de la UAG 3-1.
Paso por el Club América y por varios equipos en Segunda, su último equipo, Atlético Chiapas, debido a que ya había cumplido el límite para seguir continuando en Segunda.

## Clubes
| Club                 | País   | Año       |
| -------------------- | ------ | --------- |
| Estudiantes Tecos    | México | 2007-2009 |
| Club América         | México | 2009-2010 |
| Estudiantes Tecos    | México | 2010-2013 |
| Murciélagos FC       | México | 2013      |
| Cimarrones de Sonora | México | 2013      |
| Vaqueros Ameca       | México | 2014      |
| Tampico Madero       | México | 2014      |
| Atlético Chiapas     | México | 2015      |

- Datos: Q5704953